# مهارت شهرنشینی
مهارت شهرنشینی (به انگلیسی: Street Smart) که برخی منابع فارسی آن را زرنگ خیابان ترجمه کردند،  فیلمی دلهره‌آور محصول سال ۱۹۸۷ آمریکا، به کارگردانی جری شاتزبرگ و نقش‌آفرینی بازیگرانی چون کریستوفر ریو، مورگان فریمن (که نامزد دریافت جایزه اسکار بهترین بازیگر نقش مکمل مرد نیز شد) و کتی بیکر است. این فیلم در نیویورک و مونترآل،استان کبک فیلمبرداری شد. مهارت شهرنشینی نقدهای مثبتی را دریافت کرد و امتیاز آن در راتن تومیتوز ۶۹٪ می‌باشد.